# هلجرد
هلجرد نام روستایی از توابع کمالشهر کرج است. جنگل هلجرد نیز در این منطقه قرار دارد.
مردم هلجرد هنوز به زبان تاتی که زبان دیرین کرج است سخن می‌گویند.

## منبع
- اطلاعات شهری کرج بایگانی‌شده  در ۱۵ مارس ۲۰۱۳ توسط Wayback Machine